# 黃永淮
黃永淮（1902年6月21日—1944年5月1日 †）字泗先，號泗光，別名黃石夫，四川內江安岳龍台鄉人，中華民國軍事人物。在豫中會戰中陣亡。

## 生平
1926年，黄永淮考入黄埔军校第五期步兵科。1928年毕业後，擔任南京国民政府警卫团见习排长。1929年，警卫团扩编为警卫第1旅，黄永淮升任连长。1930年，跟隨警卫第1旅前往河南参加中原大战。1932年，所在部隊被改編為国民革命军第88师，並參與一二八事變。由於黃永淮作戰突出，1933年，升任国民革命军第88师第262旅第524团第3营营长，前往四川豐都縣駐扎。1934年，回到南京，並升任第524团团附。1935年，黄永淮被授予中校军衔。
1937年8月13日，淞沪会战爆发，由於國民革命軍作戰失利，第八十八師師長孫元良決定讓主力從上海市區撤退，並打算讓黄永淮率領部隊獨自在四行倉庫堅守，不料黄永淮在作战时左眼角被子弹射中，被送入宝隆医院抢救，其职由第262旅参谋主任谢晋元继任，堅守四行倉庫的任務也一併交付謝晉元。
黄永淮痊愈后，任中央训练团兵役干部训练班教育长、第31集团军高级参谋等职。1942年，调任第28集团军暂编第15军新编第29师副师长。期間黄永淮因病回家乡休养。1943年4月，病愈归队，1944年3月，新编第29师駐守许昌。
不久豫中會戰爆發，1944年4月29日，日军长野师团和秋山旅团進攻许昌。4月30日下午6时，日军攻入許昌。5月1日拂晓，黄永淮与师长吕公良率数百人突围，在許昌東南6公里的小于庄附近被日军工兵联队包围，吕公良阵亡，黄永淮被俘。日军將其押松至于庄时，黄永淮乘機用手枪击毙一名日军，最終黄永淮遭日軍處決。尸體被當地村民埋於于庄袁家祖坟旁。
1944年10月20日，国民政府追赠黄永淮陆军少将军衔。1945年第二次中日戰爭結束，日本投降後，黄永淮被運回家鄉安岳龙台安葬。1986年，中华人民共和国民政部追认黄永淮为革命烈士。2002年9月，入祀台北圓山忠烈祠。